# Брянчаниновы
Брянчаниновы — русский дворянский род, который происходит от Михаила Андреевича Бренника, приехавшего на Москву якобы при великом князе Димитрии Ивановиче Донском. Подлинное происхождение не установлено.
Внук Бренника, Игнатий Иванович, первый стал писаться Брянчаниновым. От внука последнего — Василия Сафонтьевича и его троих сыновей: Бориса, Ивана и Петра происшедшее потомство записано в шестую часть родословных книг Вологодской, Курской и Ярославской губерний. Сын первого из них, Афанасий, в 1660 г. пожалован в стряпчие, а внук, Иван Афанасьевич, в 1694 г. — в стольники.
На территории современного Грязовецкого района Вологодской области Брянчаниновым принадлежали наиболее яркие в регионе усадьбы — Покровское (восстановлена как своего рода фамильный музей) и Юрово (снесена в 1996 г.).

## Родовой герб
В числе Высочайше утвержденных герба рода Брянчаниновых не имеется. В XIX веке Брянчаниновы продолжали пользоваться неутвержденным гербом изображенном на печати Александра Федоровича Брянчанинова, родившемуся в 1874 году: на княжеской мантии, расположен щит, разделенный диагонально и вертикально на четыре части. Первое и четвертое части имеют лиловое поле, второе и третье части — красное поле. В первой части изображен серебряный лук, во второй — серебряная кольчуга, в третьей — серебряная сабля, в четвертой — лежащий человек. Княжеская мантия и щит украшены коронованным дворянским шлемом с тремя страусовыми перьями. В гербах иных членов рода бытовали эмблемы расположенные в следующем порядке: в первом поле — кольчуга, во втором — сабля, в третьем — лук, в четвертом — лежащий человек.

## Известные представители
- Брянчанинов Афанасий Борисович — стряпчий в 1658—1676 гг.
- Брянчанинов Василий Васильевич — стряпчий 1692 г.
- Брянчаниновы: Василий Борисович, Иван, Яков и Фёдор Семёновичи — московские дворяне в 1677—1692 г[3].

- Епископ Игнатий (в миру — Дмитрий Александрович Брянчанинов; 1807—1867) — епископ Русской православной церкви, богослов и проповедник.
- Брянчанинов, Александр Семёнович (1843—1910) — губернатор Самарской губернии, брат Николая Семёновича, племянник святителя Игнатия.
- Брянчанинов, Алексей Петрович (1843—1907) — сенатор.
- Брянчанинов, Анатолий Александрович (1839—1918) — русский прозаик, драматург.
- Брянчанинов, Владимир Николаевич (1875—1963) — радомский губернатор.
- Брянчанинов, Виктор Петрович — вице-губернатор Минской губернии
- Брянчанинов, Георгий (в миру Глеб Анатольевич; 1919—2018) — русский греко-католический священник, архимандрит ордена мариан, правнучатый племянник святителя Игнатия.
- Брянчанинов, Николай Семёнович (1844—1915) — губернатор Рязанской губернии, брат Александра Семёновича, племянник святителя Игнатия.
- Брянчанинов, Пётр Александрович (1809—1891) — ставропольский губернатор, брат святителя Игнатия.
- Брянчанинов, Сергей Афанасьевич (ум. 1802) — астраханский и орловский наместник.

- Брянчанинова, Софья Алексеевна (урожд. Татищева) — член «Северного кружка любителей изящных искусств», жена В. Н. Брянчанинова